# 大进军

电影DVD封面

大进军，是由八一电影制片厂于1995年开始拍摄的描述第二次国共内战的系列电影。系列片共四部，分别是《解放大西北》、《南线大追歼》、《席卷大西南》、《大战宁沪杭》。
片头“大进军”三字为江泽民所题。

## 解放大西北

### 剧情梗概
刘邓大军挺进西南四省。

### 制作人员
- 导演：韦林玉
- 编剧：李平分、宋绍明

### 演员名单
- 古　月饰毛泽东
- 赵恒多饰蒋介石
- 石　境饰周恩来
- 秦　昭饰蒋经国
- 吕晓禾饰彭德怀
- 杜雨露饰胡宗南
- 郑在石饰张宗逊
- 李龙吟饰马步芳
- 潘　凡饰赵寿山
- 阎雨生饰马鸿逵
- 傅　英饰大个连长
- 周　洁饰特派记者
- 陈锐适

## 席卷大西南

### 制作人员
- 导演：杨光远
- 编剧：陆柱国

### 演员名单
- 傅学诚饰刘伯承
- 卢　奇饰邓小平
- 徐光明饰
- 王凤滨饰
- 赵恒多饰蒋介石

## 南线大追歼

### 制作人员
- 导演：赵继烈、珈鹤
- 编剧：陆柱国

### 演员名单
- 马绍信
- 田景山
- 孙飞鹏
- 古　月饰毛泽东
- 赵恒多饰蒋介石

## 大战宁沪杭

### 制作人员
- 导演：韦廉 石伟 和小江
- 编剧：李平分 韦廉 宋国勋

### 演员名单
- 于东江饰
- 古　月饰毛泽东
- 卢　奇饰邓小平
- 刘锡田饰陈毅
- 谢伟才饰粟裕